# Фон Салис, Мета
Барбара Маргарета «Мета» фон Салис-Маршлинс (нем. Barbara Margaretha „Meta“ von Salis-Marschlins; 1 марта 1855 — 15 марта 1929) — швейцарская феминистка и историк, а также постоянный корреспондент Фридриха Ницше.

## Биография
Мета фон Салис родилась в 1855 году в замке Маршлинс, принадлежавшем её семье, в кантоне Граубюнден. Её родители: Урсула Маргарета и Улисс Адальберт фон Салис. Отец был натуралистом. Училась в школе для девочек в Фридрихсхафене (Германия) с 1863 по 1868 годы, затем посещала школу для девочек в Роршахе (Швейцария) до 1871 года. После окончания школы фон Салис работала гувернанткой во многих обеспеченных семьях Германии, Англии и Ирландии, прежде чем поступить в Цюрихский университет в 1883 году для изучения истории и философии. Мета фон Салис получила докторскую степень за работу об Агнесе де Пуатье, таким образом став первой швейцарской женщиной, получившей учёную степень. Данное достижение не было столь важно для фон Салис, она это сделала скорее «ради интересов женского вопроса».
По окончании университета фон Салис работала внештатным журналистом и публиковалась. В качестве защитницы прав женщин она впервые обратила на себя внимание в 1886 году лирическим памфлетом «Die Zukunft der Frau». Ещё больше внимания привлекла её статья в либеральной газете «Züricher Post» от 1 января 1887 года под названием «Ketzerische Neujahrsgedanken einer Frau», в которой впервые в истории немецкоговорящей части Швейцарии потребовала предоставления избирательного права женщинам.
Мета фон Салис познакомилась с Фридрихом Ницше в 1884 году в Цюрихе. Несмотря на то, что Ницше был безразличен к теме феминизма и движения за права женщин, встреча переросла в долгую дружбу. После их первой встречи фон Салис провела несколько недель в летнем доме философа в Зильс-им-Энгадин. Хотя они были близкими друзьями, фон Салис была шокирована предположением, что они должны вступить в брак.
Фон Салис также заключалась под стражу в 1904 году за неуважение к суду. Поводом послужила попытка защитить двух женщин, обвиненных в хищении. Разочаровавшись в швейцарских демократических процессах, Мета фон Салис переехала на итальянский остров Капри со своей подругой Хедвиг Ким. После свадьбы Ким фон Салис жила вместе с супругами в Базеле с 1910 года до самой смерти в 1929 году. В последние годы Мета фон Салис, однако, отошла от темы феминизма и сосредоточилась на теме немецкого национализма и консервативной теории рас.